# Ophryotrocha littoralis
Ophryotrocha littoralis är en ringmaskart som först beskrevs av Levinsen 1879.  Ophryotrocha littoralis ingår i släktet Ophryotrocha och familjen Dorvilleidae. Arten har ej påträffats i Sverige. Inga underarter finns listade i Catalogue of Life.